# 216国道

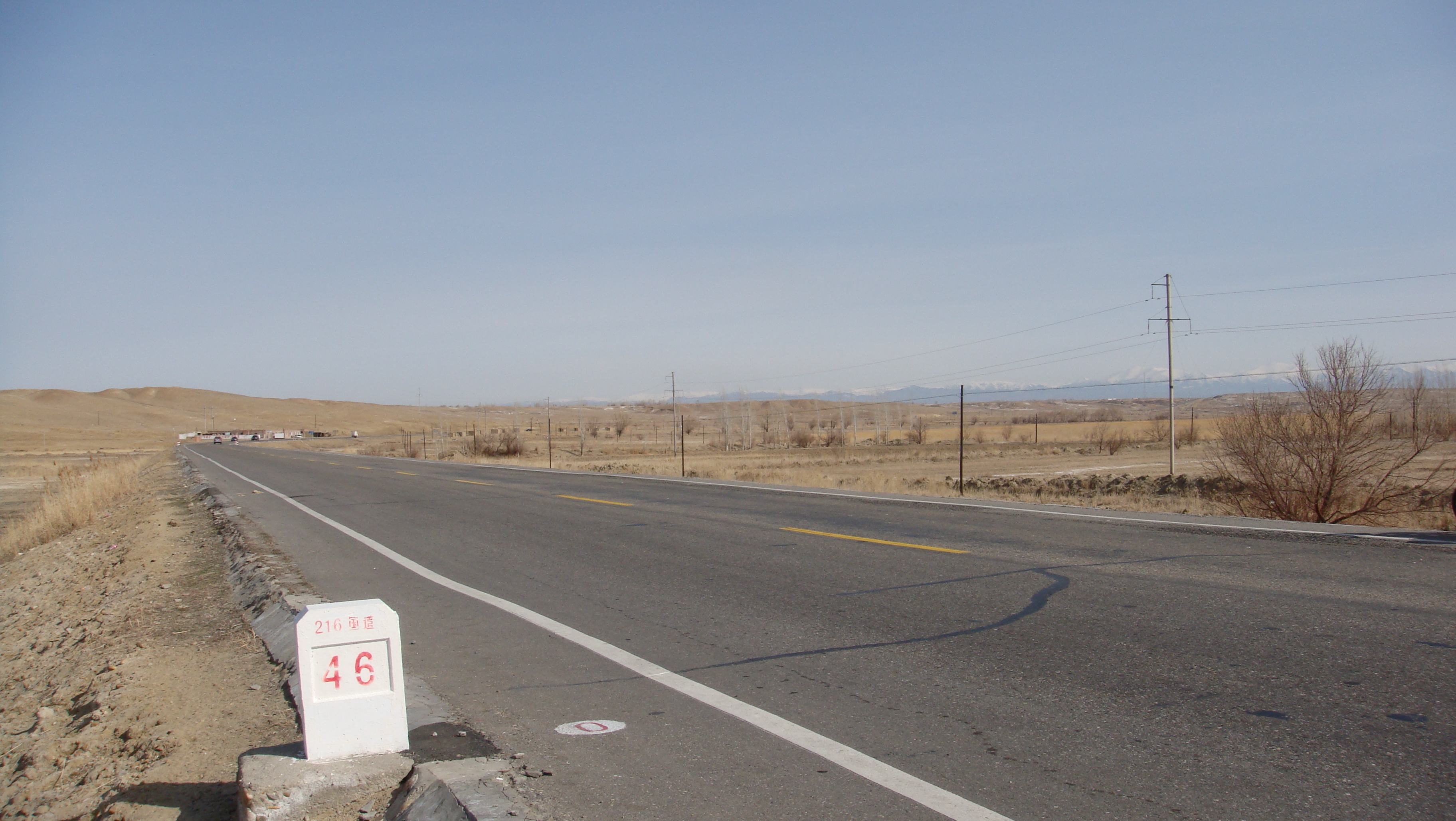
G216的46公里处

216国道（或“国道216线”、“G216线”）是在中国的一条国道，起点为新疆阿勒泰福海县中蒙边界红山嘴口岸，原定终点为新疆和静县巴仑台镇，新终点为西藏吉隆县中尼边界吉隆口岸。其中巴仑台—库尔勒段与218国道共线（“霍若线”） ，库尔勒—轮台段与314国道（“乌红线”） 共线，萨嘎—吉隆段与219国道（“喀東线”） 共线。轮台—民丰段即塔里木沙漠公路中的轮（台）民（丰）沙漠公路。新疆民丰—西藏吉隆（口岸）段为完全新建路段，需要跨越昆仑山脉的库亚克大裂谷，穿过新疆西藏分界处，经西藏改则县、措勤县、萨嘎县、吉隆县，止于吉隆镇热索中尼吉隆口岸。

## 里程表
| 城市名                                           | 距起点距离 |
| 新疆维吾尔自治区阿勒泰地区福海县红山嘴口岸       | 0          |
| 新疆维吾尔自治区阿勒泰地区阿勒泰市               |            |
| 新疆维吾尔自治区昌吉回族自治州阜康市             |            |
| 新疆维吾尔自治区乌鲁木齐市                       |            |
| 新疆维吾尔自治区巴音郭楞蒙古自治州和静县巴仑台镇 |            |
| 新疆维吾尔自治区巴音郭楞蒙古自治州库尔勒市       |            |
| 新疆维吾尔自治区巴音郭楞蒙古自治州轮台县         |            |
| 新疆维吾尔自治区和田地区民丰县                   |            |
| 西藏自治区阿里地区改则县                         |            |
| 西藏自治区阿里地区措勤县                         |            |
| 西藏自治区日喀则市萨嘎县                         |            |
| 西藏自治区日喀则市吉隆县吉隆口岸                 |            |